# 羅一鈞
羅一鈞（1977年12月24日—），臺灣公務員、醫師，現任衛生福利部疾病管制署副署長、國立臺灣大學醫學院附設醫院內科兼任主治醫師、中央流行疫情指揮中心社區防疫組組長兼發言人。過去曾於臺大醫院內科與感染科專科服務、马拉维外交醫療團替代役。

## 生平

### 學生時期
羅一鈞家住花蓮縣花蓮市美崙地區，小學就讀省立花蓮師範專科學校附設小學（今國立東華大學附設實驗國民小學），小學五年級就因成績優異跳級就讀花蓮縣立花崗國民中學，高中北上就讀臺北市立建國高級中學數理資優班。高中時，身為建中數理資優生原想選文組擁抱文藝青年夢，但為了符合父母的期待，最後以全國榜首之姿選了台灣醫科龍頭國立臺灣大學醫學院醫學系，大學時曾擔任杏林合唱團團長，積極辦理公演，最後因遇上臺大在實驗新學制，讓他只花6年就唸完醫學院畢業（2001年6月）。

### 投入公共衛生醫療
2001年9月，羅一鈞放棄國軍醫官資格，轉而報名參加第一屆外交替代役的徵選，首屆外交替代役同梯裡還有連加恩，以及現任臺中市政府交通局長葉昭甫。羅一鈞自願到非洲馬拉威擔任外交替代役，醫療團駐紮在馬拉威第三大城姆祖祖市，愛滋病是馬拉威最嚴重的問題，馬拉威成人有15%是愛滋病病毒帶原者，姆祖祖市的盛行率更高達25%。不只身邊的病人的離世，連一起工作的醫院同事也難逃愛滋病魔的侵奪，此後羅一鈞努力彙集愛滋病教育課程講義在當地衛教、介紹馬拉威首都「光明之屋」的愛滋治療。
2002年，時任中華民國總統陳水扁至馬拉威訪問時，羅一鈞除了向總統表示馬國愛滋病嚴重外，也提及醫療資源與人力嚴重匱乏；因媒體報導而收到時任臺大醫學院陳定信院長的鼓勵函，羅回了封題為「姆祖祖的這一天」的電子郵件，發起「送書到馬拉威」愛心捐書活動，希望能將期末宿舍廢紙區的教科書轉捐至馬拉威，最後共募集到近5,000冊醫療教學相關書籍，捐贈馬德威大學醫學院圖書館。後來，羅開始每週一次的愛滋病特別門診，也因此曾寫道：「未來想從事愛滋病的工作，做一個愛滋病病人能夠信賴的醫師，為這個疾病奉獻我的心力。」，外交替代役的經歷使羅一鈞決定投身傳染病防治領域。
在2003年6月退伍離開了馬拉威，進入臺大醫院的內科住院醫師。2006年7月，成為臺大醫院感染科總醫師。

### 進入公職防疫工作
2008年7月，考取疾管局防疫醫師而投入公職。他負責旋毛蟲症的調查工作，證實由吃生鱉感染寄生蟲疾病。此事件為我國首宗人類旋毛蟲感染案例及群聚，亦為全球首宗人類食用爬蟲類動物感染旋毛蟲的案件，其調查論文並發表於美國CDC的醫學期刊《Emerging Infectious Diseases》(doi:10.3201/eid1512.090619)。
2009年送至美國疾病管制與預防中心受訓2年。同年，羅一鈞加入美國疾管局組成的前往奈及利亞調查兒童不明原因死亡事件醫師團，因而發現當地兒童因吸入礦工帶回家含鉛的粉塵中毒而死，羅認為從奈及利亞經驗有兩大事情值得臺灣借鏡：一是「謠言澄清小組」，另一則是對患者的關懷、成立社會心理支持小組。
2009年1月，創立「心之谷」部落格，是臺灣首個由醫師專文介紹愛滋相關知識的線上空間，羅一鈞會親自回答網友們的疑難雜症，藉此傳播愛滋病的相關知識，降低大眾對於愛滋的焦慮與恐懼。2016年，將「心之谷」部落格部份文章集結成冊，出版成書。
2014年8月，擔任首席防疫醫師的羅赴奈及利亞協助台商僑胞防範伊波拉病毒，他看見當地居民因謠言而過度恐慌、聽信喝鹽水可防治伊波拉，反而因攝取過多鹽分而腎衰竭死亡。
2015年，羅一鈞在臉書自承檢驗出第二型糖尿病。2016年，被任命為疾管署副署長，其後經腸病毒、流感、登革熱、屈公病等感染事件。
2019年12月31日凌晨，時任疾管署副署長兼發言人的羅一鈞看到署內討論群組，有防疫醫師討論PTT上有關武漢市衛生健康委員會對不明原因肺炎所發的緊急通知，其中要求「未經授權任何單位、個人不得擅自對外發布救治資訊」。於是羅一鈞也親自上PTT了解，確認李文亮醫師披露武漢華南海鮮市場有七起SARS病例並附上檢驗報告以及X光片，評估有一定可信度，因此就把消息在群組公告，然後中午即寄信給中國查證並通告世界衛生組織。31日當天傍晚疾管署召開記者會說明武漢市的疫情，並即開始對武漢直飛台灣的班機做登機檢疫。
2020年，羅一鈞開始投入嚴重特殊傳染性肺炎中央流行疫情指揮中心的COVID-19幕後疫調、疫情分析、防治政策的訂定等，1、2月他負責物資、口罩等事項，到了3、4月他則同時張羅醫療院所的後勤工作。
2022年12月8日，羅一鈞確診2019冠狀病毒病康復，故缺席防疫記者會。

## 獲獎及榮譽

### 中華民國勳章獎章
- 四等景星勳章（2024年5月14日於總統府頒授）[26]

## 著作
- 羅一鈞. . 貓頭鷹. 2016-02-05. ISBN 9789862622797 （中文（繁體））.

## 軼事
- 羅一鈞從小喜歡看《名偵探柯南》和《金田一少年之事件簿》等偵探類作品[27]。由於在CDC工作，因此他被稱為「防疫界的柯南」和「傳染病的偵探」[12]。

## 外部連結
- 羅一鈞的異想世界 （页面存档备份，存于）
- 心之谷-關於傳染病的點點滴滴
- 羅一鈞 （页面存档备份，存于） PanSci 泛科學